# Інструмент європейського сусідства й партнерства
Інструме́нт європе́йського сусі́дства та партне́рства (ІЄСП) (англ. European Neighbourhood and Partnership Instrument )  — новий фінансовий інструмент Європейського Союзу для країн, які охоплюються Європейською політикою сусідства. З 1 січня 2007 року вона замінює такі географічні програми, як TACIS, MEDA, PHARE та ін..

## Мета
Надання допомоги Європейським Союзом з метою розвитку зони процвітання та добросусідства та її ефективнішого використання.

## Період
Період дії — 2007—2013 роки.

## Країни
Азербайджан, Алжир, Білорусь, Вірменія, Грузія, Єгипет, Ізраїль, Йорданія, Ліван, Лівія, Марокко, Молдова, Палестинська влада Західного Берега і Сектора Газа, Російська Федерація, Сирія, Туніс, Україна.

## Правова основа ІЄСП
Регламент (ЄС) № 1638/2006 Європейського Парламенту і Ради від 24 жовтня 2006 року, що встановлює загальні положення щодо Інструменту європейського сусідства і партнерства, створює новий фінансовий інструмент для надання допомоги Європейським Союзом партнерським країнам. Допомога використовується для підтримки заходів у межах таких сфер співпраці як сприяння політичному діалогу та реформам, законодавче та регуляторне наближення, сприяння верховенству права і якісному управлінню, сталому розвитку, охороні довкілля, соціальна політика, захист прав людини й основних свобод та інше.
Згідно з Регламентом, допомога ЄС, як правило, дофінансовується країнами бенефіціарами державним коштом, внесками інших бенефіціарів та з інших джерел.
Політика і програми, які фінансуються згідно з цим Регламентом, повинні відповідати політиціЄвропейського Союзу, угодам, підписаним Співтовариством і партнерськими країнами, а також багатостороннім угодам і міжнародним конвенціям, сторонами яких вони є.
У рамках ІЄСП фінансуються програми для однієї чи багатьох країн, транскордонні програми. Програми для декількох країн можуть містити заходи міжрегіонального співробітництва.

## Програми в рамках ІЄСП

### Національний пакет ІЄСП
Допомога зосереджується на стратегічних пріоритетах, де вона є найефективнішою на національному рівні. Деталі кожної програми, особливі для окремої країни, містяться у відповідних Стратегічних документах та Національних індикативних програмах.
Для України Стратегічний документ розроблений на період 2007—2013 років. Допомога ЄС Україні протягом цього періоду матиме на меті підтримку впровадження реформ на підставі політичних завдань, визначених Угодою про партнерство і співробітництво між ЄС і Україною (1998 р.) та Планом дій Україна-ЄС (2005 р.).

### Регіональні та міжрегіональні програми
Програми ЄС з регіональної співпраці доповнюють надання допомоги на національному рівні, вирішуючи питання регіонального характеру і сприяючи співробітництву для вирішення питань спільного інтересу.
Регіональні стратегічні документи й індикативні програми визначають пріоритети та розмір фінансування. Вони розроблені окремо для Східного регіону, Південного регіону, а також для міжрегіональної співпраці в рамках ІЄСП.
Пріоритетні сфери для регіональної співпраці зараз визначені у Стратегічному документі для Східного регіону ІЄСП на 2007—2013 рр., прийнятому Європейською Комісією у березні 2007 року. він охоплює сім країнСхідної Європи та Південного Кавказу: Азербайджан, Білорусь, Вірменію, Грузію, Молдову, Росію та Україну.
Головними регіональними стратегічними цілями ЄС є впровадження ЄПС та угоди щодо Чотирьох спільних просторів із Росією, а також сприяння співпраці у регіоні. Крім цих стратегічних цілей, Європейський Союз має й особливі галузеві цілі в регіоні, а саме:
- сталий розвиток і охорона довкілля;
- забезпечення диверсифікації та безпеки постачання енергії до ЄС;
- розвиток транспортних зв'язків між розширеним Європейським Союзом і сусідніми країнами.

Більша частина допомоги для регіону надається через національні та регіональні програми, які охоплюються ІЄСП. Тим не менше, міжрегіональні програми були створені для підтримки Східного та Південного регіонівІЄСП. Метою міжрегіональної програми є зміцнення діалогу та співпраці між ЄС і його східними і південними сусідами.
Міжрегіональна програма оминає такі адміністративні перешкоди, як пошук фінансування з двох різних програм. Вона є особливо корисною для невеликої діяльності, при якій необхідні швидкість та гнучкість діяльності, що імплементується міжнародними організаціями для нових програм регіону, якщо важко передбачити потреби чи розподілити фінансування між країнами.
Міжрегіональна програма спрямована на такі пріоритети:
- сприяння реформі;
- сприяння вищій освіті;
- сприяння міжрегіональному діалогу.

### Тематичні програми
Окрім надання допомоги на регіональному та субрегіональному рівні, Європейська Комісія має програми допомоги, які носять глобальний характер. Вони допомагають ефективніше розподіляти ресурси, а також боротися зі спільними глобальними проблемами у низці питань. До них належать такі програми:
- Підтримка громадянського суспільства і місцевої влади — програма надає недержавним організаціям і місцевій владі більшу роль у вирішенні питань подолання бідності та сприяння сталому розвитку у їх країнах.
- Демократія і права людини — забезпечує підтримку свободи висловлювань і зібрань, захист захисників прав людини; підтримує заходи, спрямовані проти тортур; захист прав людини, запобігатиме  конфліктам і сприятиме демократичним реформам; удосконаленню міжнародних рамок прав людини; спостереженню за проведенням виборів.
- Виборча підтримка — Комісія надає підтримку країнам, що розвиваються, для проведення вільних і чесних виборів на місцевому, регіональному та національному рівнях.
- Довкілля і природні ресурси.
- Продовольча безпека — допомагає в покращенні продовольчої безпеки в країнах, що розвиваються. Використовується тоді, коли існуючі географічні програми не можуть належним чином вирішити проблему.
- Гендерні питання та рівність.
- Питання охорони здоров'я — програма має назву «Хороше здоров'я для всіх», вирішує питання нестачі професіоналів у сфері охорони здоров'я в країнах, що розвиваються. Програма покращить доступ до охорони здоров'я і вирішуватиме проблеми, пов'язані з хворобами, викликаними бідністю, зокрема ВІЛ/СНІД, малярія, туберкульоз.
- Міграція та притулок — допомагає третім країнам у їх зусиллях щодо контролю за потоками міграції.
- Інструмент з ядерної безпеки — підтримка надається для вдосконалення безпеки на атомних станціях, для атомних регуляторів, управління в надзвичайних ситуаціях і проектів відновлення Чорнобиля.
- Інструмент зі стабільності — забезпечує ефективну, вчасну, гнучку та інтегровану реакцію на виникнення критичних ситуацій, криз і тривалої політичної нестабільності.

### Програми транскордонного співробітництва
Транскордонна співпраця на зовнішніх кордонах ЄС є ключовим пріоритетом як для Європейської політики сусідства, так і для Стратегічного партнерства ЄС з Росією.
Допомога ЄС для транскордонного співробітництва ІЄСП впроваджується через спільні операційні програми. Кожна спільна операційна програма включає перелік прийнятних територіальних одиниць, можливі суміжні регіони, де можуть відбуватись проекти, що фінансуються цією програмою; встановлює правила участі в програмах суміжних  регіонів; пріоритети і заходи; склад спільного Моніторингового комітету та інші питання імплементації кожної конкретної програми.
Транскордонне співробітництво має на меті:
- сприяти економічному та соціальному розвитку в регіонах по обидва боки спільних кордонів;
- вирішити спільні проблеми у таких сферах, як довкілля, охорона здоров'я, запобігання та боротьба з організованою злочинністю;
- збільшити ефективність та безпеку кордонів;
- сприяти транскордонній міжлюдській співпраці на місцевому рівні.

Будуть запроваджені дві основні категорії програм — такі, що охоплюють спільні сухопутні кордони чи короткі морські перетини, і програми, які охоплюють морські басейни.

### Механізми «Сприяння реформам управління» і «Підтримка інвестицій»
Механізм «Сприяння реформам управління» — додаткове визнання партнерських країн, що досягли прогресу в сфері управління та реформ. У Комюніке 2006 року вказується, що для визначення країн, які користуватимуться цим механізмом, буде проводитись оцінка прогресу в імплементації питань щодо управління, вказаних у Планах Дій. Механізм доступний тільки для країн, які підписали Плани дій. Додаткове фінансування від механізму буде надаватися існуючим пріоритетам, визначеним у Національних індикативних програмах.
Для механізму «Підтримка інвестицій» надається фінансування у розмірі 700 млн євро. Цей фонд надає грантову підтримку позикам таких інституцій, як Європейський інвестиційний банк, Європейський банк реконструкції та розвитку і, можливо, фінансовим установам держав-членів, які відповідають пріоритетам ЄС.

## Пріоритети у наданні допомоги в Україні
- Підтримка демократичного розвитку і якісного управління;
- Підтримка регуляторної реформи і створення адміністративних можливостей;
- Підтримка розвитку інфраструктури.

## Основні програмні документи для України
- Стратегічний документ;
- Національна індикативна програма;
- Спільні операційні програми для програм транскордонного співробітництва, в яких Україна може брати участь.

## Виноски
1. ↑  Оцінка виконання Плану дій Україна-ЄС: довкілля та сталий розвиток / Під ред.Н.Андрусевич. Львів. 2009. 104 с. Архів оригіналу за 12 березня 2012. Процитовано 25 травня 2011.